# Oster (dopływ Desny)

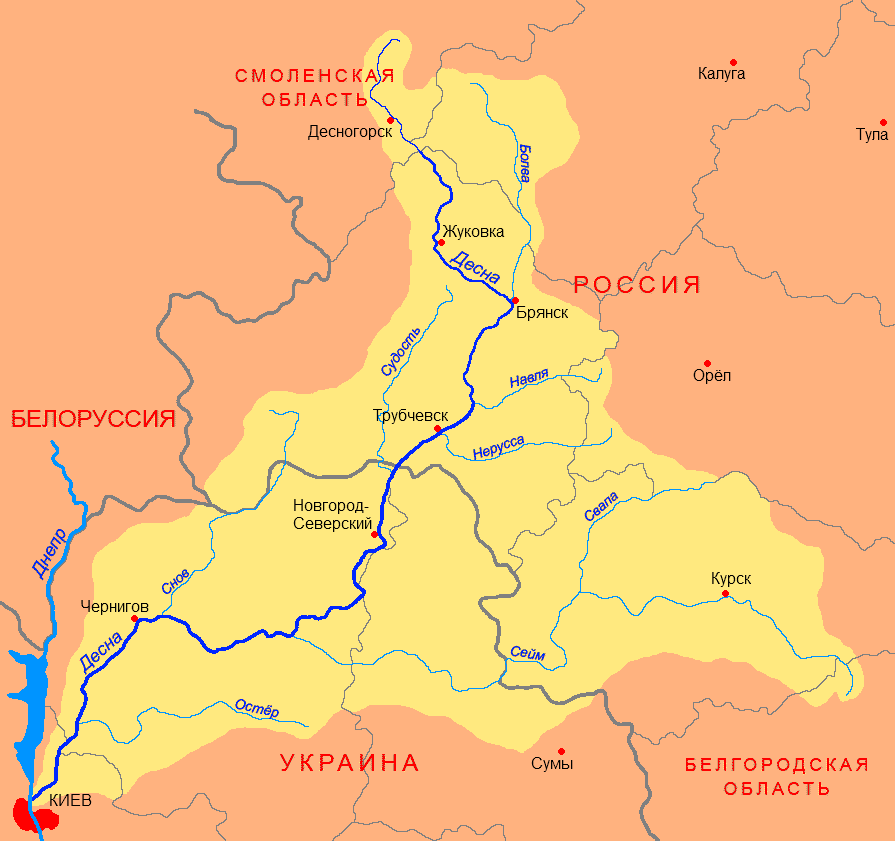
Dorzecze Desny

Oster (ukr. Остер) – rzeka w obwodzie czernihowskim na północy Ukrainy, lewy dopływ Desny, mający źródło we wsi Kalczyniwka, leżącej w pobliżu Bachmacza. Długość rzeki wynosi 199 km, natomiast powierzchnia dorzecza 2 950 km². W okolicy miasta Oster wpada do Desny, która z kolei, jest lewym dopływem Dniepru.